# Jay Leno
Pour les articles homonymes, voir Leno.
Jay Leno /d͡ʒeɪ 'lɛnoʊ/  est un présentateur télé et humoriste satirique américain né le 28 avril 1950 à New Rochelle dans l'État de New York. 
Il a présenté le talk show The Tonight Show de 1994 à 2014 sur la chaîne NBC, ainsi que son émission,The Jay Leno Show, de 2009 à 2010 sur le même réseau.

## Biographie

### Études et débuts
James Douglas Muir Leno est le fils d'Angelo Leno, un agent d'assurances, et de Cathryn Muir Leno, grandit à Andover dans le Massachusetts et obtient un diplôme en orthophonie à l’Emerson College,,,, où il a d'ailleurs monté en 1973 un comedy club.
Il commence sa carrière en faisant une première apparition sur le Tonight Show en mars 1977. Pendant les années 1970, Leno apparaît dans des rôles secondaires dans plusieurs films et séries comme Good Times et Holmes et Yoyo. Il a joué dans des films plus importants en 1978 comme American Hot Wax et Silver Bears.

### LeTonight Show
En 1987, Leno est remplaçant régulier de Johnny Carson dans le Tonight Show. En 1992, il le remplace officiellement sur fond de polémique avec David Letterman, qui présente le Late Night With David Letterman depuis 1982 (diffusé après le Tonight Show) et dont beaucoup — y compris Carson — s’attendaient à ce qu’il soit le successeur de Carson. Leno a continué à se produire comme humoriste de stand up tout au long de son contrat sur le Tonight Show.
En 2004, Leno signe un contrat d’extension avec NBC, ce qui dans les faits le fait passer au rôle de présentateur du Tonight Show jusqu’en 2009. Par la suite, Conan O’Brien signe lui aussi un contrat selon lequel il succède à Leno en 2009.
En septembre 2009, Leno présente son talk show intitulé The Jay Leno Show. Après 4 mois de diffusion, l'émission s’arrête début février 2010 à la suite d'une audience médiocre et de la demande des stations de télé affiliées à NBC.
En janvier 2010, Conan O’Brien quitte le Tonight Show avec une prime de 45 millions de dollars. Leno reprend sa place en tant que présentateur le 1er mars 2010 lors des Jeux olympiques d’hiver.
Le 3 avril 2013, NBC annonce que Leno va quitter le Tonight Show au printemps 2014, avec Jimmy Fallon en tant que successeur. Le show final de Leno en tant que présentateur est le 6 février 2014 avec en invité Billy Crystal, Oprah Winfrey, Jack Black et Kim Kardashian entre autres. Il laisse sa place du Tonight Show à Jimmy Fallon en février 2014.
Pendant un procès où Michael Jackson est accusé de pédophilie, Leno est cité à comparaître par la défense. Dans son témoignage à propos d’un appel téléphonique de l’accusateur, Leno témoigne qu’aucun argent n’a été demandé, mais l'appel semblait avoir été scénarisé.

### Vie privée
Leno est marié à Mavis Leno depuis 1980. Le couple n'a pas d’enfants. Le frère ainé de Leno, Patrick, est mort en 2002 de complications d’un cancer.
Leno  est connu pour sa mâchoire proéminente qui est décrite comme étant un prognathisme mandibulaire. Il est dyslexique.
Il collectionne les voitures, mais possède aussi des motos, un autocar ainsi qu'un camion de pompier American LaFrance de 1941. Une partie de sa collection est présentée sur son site web dénommé Jay Leno's Garage. L'un de ses véhicules le plus impressionnant est certainement le Tank Car, un mastodonte de 3 500 kg équipé d'un monstrueux V12 de 29 365 cm3 qui développe 900 ch. Il possède également un certain nombre de voitures à vapeur d'époque (dont deux rares Doble) ainsi que plusieurs voitures françaises : 4 véhicules de la marque Bugatti (Type 37 A, Type 38, Type 49, Type 57 Atlantic), une Hispano-Suiza de 1915, une Delahaye 135 S de 1935, trois Panhard (deux PL17 une 24ct), Citroën DS ainsi qu'une Citroën SM et une Citroën Traction-Avant 15/6.

## Apparitions
il apparaît dans l'épisode 10 de la saison 5 du Prince de Bel-Air.
Jay Leno a joué dans le film Banco à Las Vegas d'Ivan Passer (1978) Leno apparaît dans un épisode des Simpson (La Dernière Tentation de Krusty), dans un épisode des Griffin (Patriot Games), ainsi que dans deux épisodes de South Park : La mère de Cartman est une folle du cul (saison 1) et La Ville au bord de l'éternité (saison 2).
En 1995, il anime avec Bill Gates une émission en direct sur le lancement de Windows 95.
En 2000 il apparaît dans son propre rôle et sa propre émission The Tonight Show dans le film Space Cowboys.
Il apparaît aussi dans le film Cars, sous le nom de Jay Limo, dans une émission parodique de son show, le Jay Limo Show. On se moque beaucoup de son menton dans certains films comme Les Vacances des Tiny Toons. Il fait une courte apparition, dans son rôle devenu zombie, dans le film Dawn Of The Dead de Zack Snyder. Il fait une apparition dans Une nounou d'enfer où il incarne son rôle dans l'épisode 7 de la saison 4.
Il joue son rôle dans le film Président d'un jour (1993).
En 2010, il joue son propre rôle dans l'épisode spécial d'une heure de la quatrième saison d'Hannah Montana.
En 2012, il joue son rôle dans trois épisodes de la troisième saison de Louie.
En 2015, il fait à nouveau une apparition en jouant son rôle dans le film Ted 2.
Dans Amazing Spider-Man (Marvel, 1964 Series) #332 (May 1990), en planche 4, case 1, Jay Leno est dessiné, juché sur une moto et porté par Spider-Man.